# Jacek Sykulski
Jacek Sykulski (ur. 19 lutego 1964 w Poznaniu) – polski kompozytor i dyrygent.

## Życiorys
Absolwent Poznańskiej Szkoły Chóralnej Jerzego Kurczewskiego, jako dziecko śpiewał w Poznańskim Chórze Chłopięcym. Ukończył Akademię Muzyczną w Poznaniu w klasie kompozycji i klarnetu. Jako kompozytor zasłynął w 1991, pisząc muzykę hymnu VI Światowych Dni Młodzieży, spotkania z Ojcem Świętym w Częstochowie, Abba Ojcze, do słów dominikanina o. Jana Góry. Od 1996 do 2010 dyrygent i szef artystyczny Chóru Akademickiego Uniwersytetu im. Adama Mickiewicza w Poznaniu. Napisał również muzykę do kilkunastu pieśni spotkań Lednica 2000. W 2003 r. został dyrektorem Poznańskiego Chóru Chłopięcego. Za swoją działalność artystyczną dwukrotnie nagrodzony Medalem Młodej Sztuki, Nagrodą Wielkiej Pieczęci Miasta Poznania, Brązowym Medalem „Zasłużony Kulturze Gloria Artis” (2013) oraz Srebrnym Medalem „Zasłużony Kulturze Gloria Artis” (2022). W 2012 otrzymał Perłę Honorową Polskiej Gospodarki (w kategorii kultura), przyznawaną przez redakcję Polish Market. 

## Dyskografia
Płyty w porządku chronologicznym
|     | Tytuł płyty                                              | Rok  | Agencja artystyczna                          | Chór występujący                                                                                       |
| --- | -------------------------------------------------------- | ---- | -------------------------------------------- | --- |
| 1.  | Viva la Musica                                           | 2001 |                                              | Chór Akademicki Uniwersytetu im. Adama Mickiewicza                                                     |
| 2.  | Tribute to USA                                           | 2002 | DUX                                          | Chór Akademicki Uniwersytetu im. Adama Mickiewicza                                                     |
| 3.  | Missa pro defuncto Wolfgango Amadeo Mozart REQUIEM (VCD) | 2002 | Fundacja im. A. Kaweckiej                    | Chór Akademicki Uniwersytetu im. Adama Mickiewicza                                                     |
| 4.  | Voices from the past                                     | 2003 |                                              | Chór Akademicki Uniwersytetu im. Adama Mickiewicza                                                     |
| 5.  | If ye love me                                            | 2004 | DUX                                          | Chór Akademicki Uniwersytetu im. Adama Mickiewicza                                                     |
| 6.  | Missa 1956 (kompozycja autorska)                         | 2006 | Ponte                                        | Chór Akademicki Uniwersytetu im. Adama Mickiewicza Poznański Chór Chłopięcy                            |
| 7.  | Can you hear Christmas                                   | 2007 | Acte Préalable                               | Chór Akademicki Uniwersytetu im. Adama Mickiewicza                                                     |
| 8.  | Józef Zeidler                                            | 2007 | Polskie Radio, Radiowa Agencja Fonograficzna | Chór Akademicki Uniwersytetu im. Adama Mickiewicza                                                     |
| 9.  | Boże Narodzenie                                          | 2007 | Ponte                                        | Poznański Chór Chłopięcy                                                                               |
| 10. | Oratorium Gietrzwałdzkie (kompozycja autorska)           | 2007 |                                              | połączone chóry olsztyńskie                                                                            |
| 11. | U Pana Boga w Ogródku                                    | 2008 | MTJ Agencja Artystyczna                      | Poznański Chór Chłopięcy                                                                               |
| 12. | In monte Oliveti                                         | 2008 | Ponte                                        | Poznański Chór Chłopięcy                                                                               |
| 13. | Wolności dla nas idzie czas (kompozycja autorska)        | 2009 |                                              | Poznański Chór Chłopięcy, Chór Akademicki Uniwersytetu im. Adama Mickiewicza, Poznański Chór Kameralny |